# Calyptothecium squarrosulum
Calyptothecium squarrosulum là một loài rêu trong họ Pterobryaceae. Loài này được Nog. & B.C. Tan mô tả khoa học đầu tiên năm 1984.